# Sávio Bortolini
Sávio Bortolini Pimentel (Vila Velha, Espírito Santo, 9 de enero de 1974) es un exfutbolista brasileño. Jugó de mediapunta por la izquierda. Debutó en el Flamengo a las órdenes de la leyenda minera Iván Maldonado y sus mayores logros como futbolista los consiguió en el Real Madrid. Su club de retiro fue el Avaí de Brasil. Fue internacional con la selección brasileña, con quien ganó la medalla de bronce en los Juegos Olímpicos de Atlanta 1996.

## Trayectoria
Se formó en las categorías inferiores del Flamengo y allí llegó a ser uno de los jugadores más cotizados de Sudamérica. Formó una gran delantera junto a Romário y Edmundo, y es uno de los jugadores más queridos por la afición.
En 1998 dio el salto a Europa, incorporándose al Real Madrid de España. Tras unos comienzos titubeantes y problemas con las lesiones consiguió asentarse en el equipo titular y conquistar títulos. A raíz de la llegada de Vicente del Bosque como técnico fue perdiendo importancia en el equipo, y en la temporada 2001/2002 fue relegado al banquillo en favor del recién llegado Zinedine Zidane. En la temporada 2002/2003, su último año de contrato con el club merengue, jugó como cedido en el Girondins de Burdeos de Francia.
En la temporada 2003/2004 se incorporó al Real Zaragoza tras finalizar su contrato con el Real Madrid. Allí recuperó su mejor nivel de juego, y probablemente la 2004/2005 fue la mejor de su carrera. Además, logró un par de títulos con el equipo aragonés y se convirtió en uno de los ídolos de los hinchas, gracias a su descomunal calidad y sus eléctricas carreras por la banda izquierda del ataque.
A finales de abril de 2006 comunicó oficialmente su deseo de volver a Brasil para jugar en un equipo de Río de Janeiro por motivos personales, pese a tener otro año de contrato con el Real Zaragoza. El club no le puso ningún impedimento, aunque sí algunas condiciones, como es lógico. Poco después firmó por el Flamengo, equipo en el que se formó. En el mercado invernal, Savio decidió volver a España para jugar cedido en la Real Sociedad. Debido al descenso de la Real, Savio decidió irse al Levante, pero a consecuencia de la nefasta situación económica del club levantino, rescindió su contrato de mutuo acuerdo el 10 de enero de 2008.
Posteriormente, retornó a Brasil para jugar en la Desportiva Capixaba, club brasileño perteneciente a la 2ª división, del municipio de Cariacica en el estado natal del jugador. Sávio era la principal figura del club. En la segunda parte del año fichó por el Anorthosis de Chipre, club donde permaneció hasta fin de la temporada 2009
El 7 de enero de 2010 ficha por el equipo brasileño Avaí de Florianópolis, club en el que se retiró.

### Selección nacional
Ha sido internacional con la selección de fútbol de Brasil en 37 ocasiones, anotando 8 goles. Fue medalla de bronce en las Olimpiadas de Atlanta '96.

### Después de
La carrera de Savio terminó en 2010, después de jugar en el Avaí. En 2012, después de la creación de una empresa de gestión deportiva, pondrá en práctica el conocimiento adquirido en su carrera en el Guarani.
En ese corto periodo de creación de su empresa, el ahora empresario, celebró conferencias y clínicas deportivas. 
Actualmente es el director ejecutivo del Guarani da Palhoça.

## Clubes
| Club                 | País    | Año       | Partidos | Goles |
| -------------------- | ------- | --------- | -------- | ----- |
| Flamengo             | Brasil  | 1992      | 3        | 2     |
| Flamengo             | Brasil  | 1993      | 8        | 2     |
| Flamengo             | Brasil  | 1994      | 60       | 16    |
| Flamengo             | Brasil  | 1995      | 70       | 24    |
| Flamengo             | Brasil  | 1996      | 41       | 17    |
| Flamengo             | Brasil  | 1997      | 66       | 29    |
| Real Madrid          | España  | 1997/1998 | 12       | 3     |
| Real Madrid          | España  | 1998/1999 | 34       | 6     |
| Real Madrid          | España  | 1999/2000 | 25       | 4     |
| Real Madrid          | España  | 2000/2001 | 26       | 3     |
| Real Madrid          | España  | 2001/2002 | 8        | 0     |
| Girondins de Burdeos | Francia | 2002/2003 | 27       | 7     |
| Real Zaragoza        | España  | 2003/2004 | 29       | 2     |
| Real Zaragoza        | España  | 2004/2005 | 36       | 10    |
| Real Zaragoza        | España  | 2005/2006 | 30       | 4     |
| Flamengo             | Brasil  | 2006      | 10       | 0     |
| Real Sociedad        | España  | 2007      | 19       | 5     |
| Levante UD           | España  | 2007      | 12       | 0     |
| Desportiva Capixaba  | Brasil  | 2008      | 9        | 6     |
| Anorthosis Famagusta | Chipre  | 2008-2009 | 16       | 4     |
| Avaí                 | Brasil  | 2010      | 31       | 4     |

## Títulos

### Campeonatos nacionales
| Título                     | Club          | País   | Año  |
| -------------------------- | ------------- | ------ | ---- |
| Brasileirão Série A        | Flamengo      | Brasil | 1992 |
| Campeonato Carioca         | Flamengo      | Brasil | 1996 |
| Primera División de España | Real Madrid   | España | 2001 |
| Supercopa de España        | Real Madrid   | España | 2001 |
| Copa del Rey               | Real Zaragoza | España | 2004 |
| Supercopa de España        | Real Zaragoza | España | 2004 |

### Copas internacionales
| Título                                 | Equipo                     | País           | Año  |
| -------------------------------------- | -------------------------- | -------------- | ---- |
| Copa de Oro Nicolás Leoz               | Flamengo                   | Brasil         | 1996 |
| Torneo Preolímpico Sudamericano Sub-23 | Selección de Brasil Sub-23 | Brasil         | 1996 |
| Juegos Olímpicos                       | Selección de Brasil Sub-23 | Estados Unidos | 1996 |
| UEFA Champions League                  | Real Madrid                | Países Bajos   | 1998 |
| Copa Intercontinental                  | Real Madrid                | Japón          | 1998 |
| UEFA Champions League                  | Real Madrid                | Francia        | 2000 |
| UEFA Champions League                  | Real Madrid                | Escocia        | 2002 |